# Benny Morris
Benny Morris, född 8 december 1948 på kibbutzen Ein HaHoresh i Centrala distriktet i Israel, är en israelisk historiker som är professor i historia på Institutionen för mellanösternstudier vid Ben-Gurionuniversitetet i Negev i staden Beersheba, Israel. Han är en av förgrundsgestalterna bland de israeliska historiker kända som De nya historikerna, som anlagt ett annat perspektiv på de historiska studierna av Israels tillkomst. Morris var också den som 1988 myntade begreppet.
Morris arbete har rönt såväl uppskattning som kritik från bägge sidor inom det politiska spektrumet i Israel-Palestina-konflikten.  